# Concordia Sagittaria
Concordia Sagittaria est une commune italienne de la ville métropolitaine de Venise dans la région Vénétie en Italie.
Une partie de Concordia Sagittaria est traversée par le fleuve Lemene qui se termine dans la lagune de Caorle qui se déverse ensuite dans la mer Adriatique. 
Elle a été fondée sous le nom Iulia Concordia en 42 av. J.-C. par les Romains à l'endroit où la Via Annia et la Via Postumia se croisaient.
L'établissement du diocèse de Concordia date d'environ 380 après J.-C. La ville a été prise et détruite par Attila en 452.
En 1868, un décret royal italien détermine pour la ville le toponyme de Concordia Sagittaria, en référence à l'ancienne fabrique de flèches (en latin sagittae) qui s'y trouvait au début du IVe siècle, comme l'atteste la Notitia dignitatum.

## Culture
La ville comprend plusieurs ruines : des thermes, des habitations, des nécropoles, un théâtre, un forum, un pont, ainsi que des objets d'art anciens : statues, sarcophages, amphores, mosaïques, monnaies, céramiques, urnes funéraires et cadran solaire. Ces objets ont été découverts lors des fouilles de 1870 et plusieurs sont exposés dans un des musées de Portogruaro.
Le 1er mai 1992, le pape Jean Paul II visite Concordia Sagittaria. 17 ans après son passage, une statue été érigée devant la cathédrale de la ville en son honneur et inaugurée le 24 octobre 2009.
Pendant une semaine se déroule la foire de San Stefano. Chaque année, plus de 60 000 visiteurs se donnent rendez-vous pour parcourir les 150 stands et manèges qui animent la foire.
- Cathédrale de Concordia Sagittaria

## Hameaux
Cavanella, Teson, San Giusto, Sindacale, Levada

## Communes limitrophes
Caorle, Portogruaro, Santo Stino di Livenza

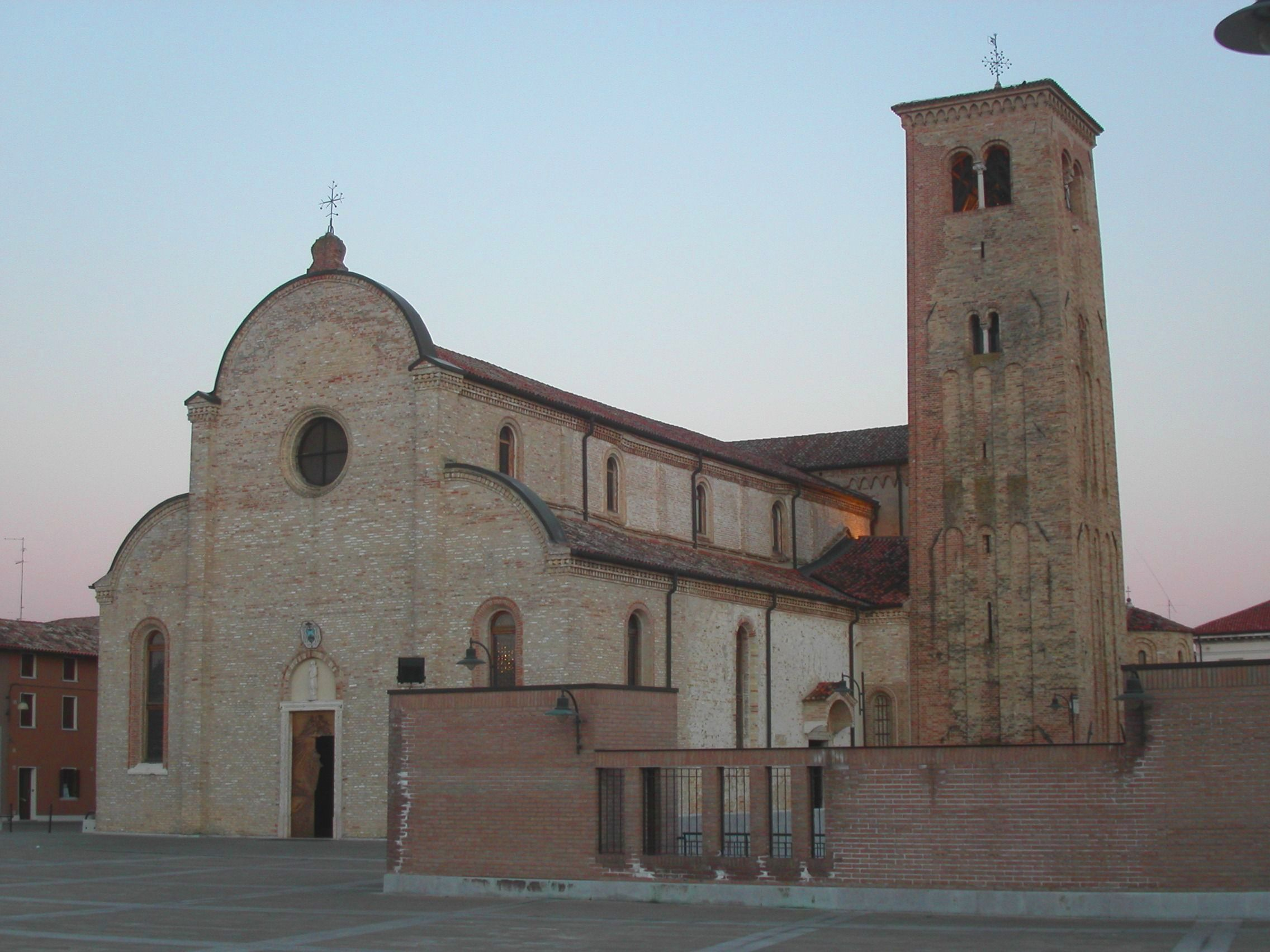
La cathédrale.

## Administration
| Période                                  | Période  | Identité        | Étiquette                 | Qualité |
| ---------------------------------------- | -------- | --------------- | ------------------------- | ------- |
| 2014 puis 2019                           | En cours | Claudio Odorico | coalition de centre droit |         |
| Les données manquantes sont à compléter. |          |                 |                           |         |